# روي غراهام
روي غراهام (بالإنجليزية: Roy Graham)‏ هو لاعب كرة قاعدة أمريكي، ولد في 22 فبراير 1895 في سان فرانسيسكو في الولايات المتحدة، وتوفي في 26 أبريل 1933 في مانيلا في الفلبين.

## وصلات خارجية
- روي غراهام على موقعبيزبول رفرنس.كوم (الدوري الرئيسي) (الإنجليزية)